# Herz-Jesu-Kirche (Frankfurt-Eckenheim)

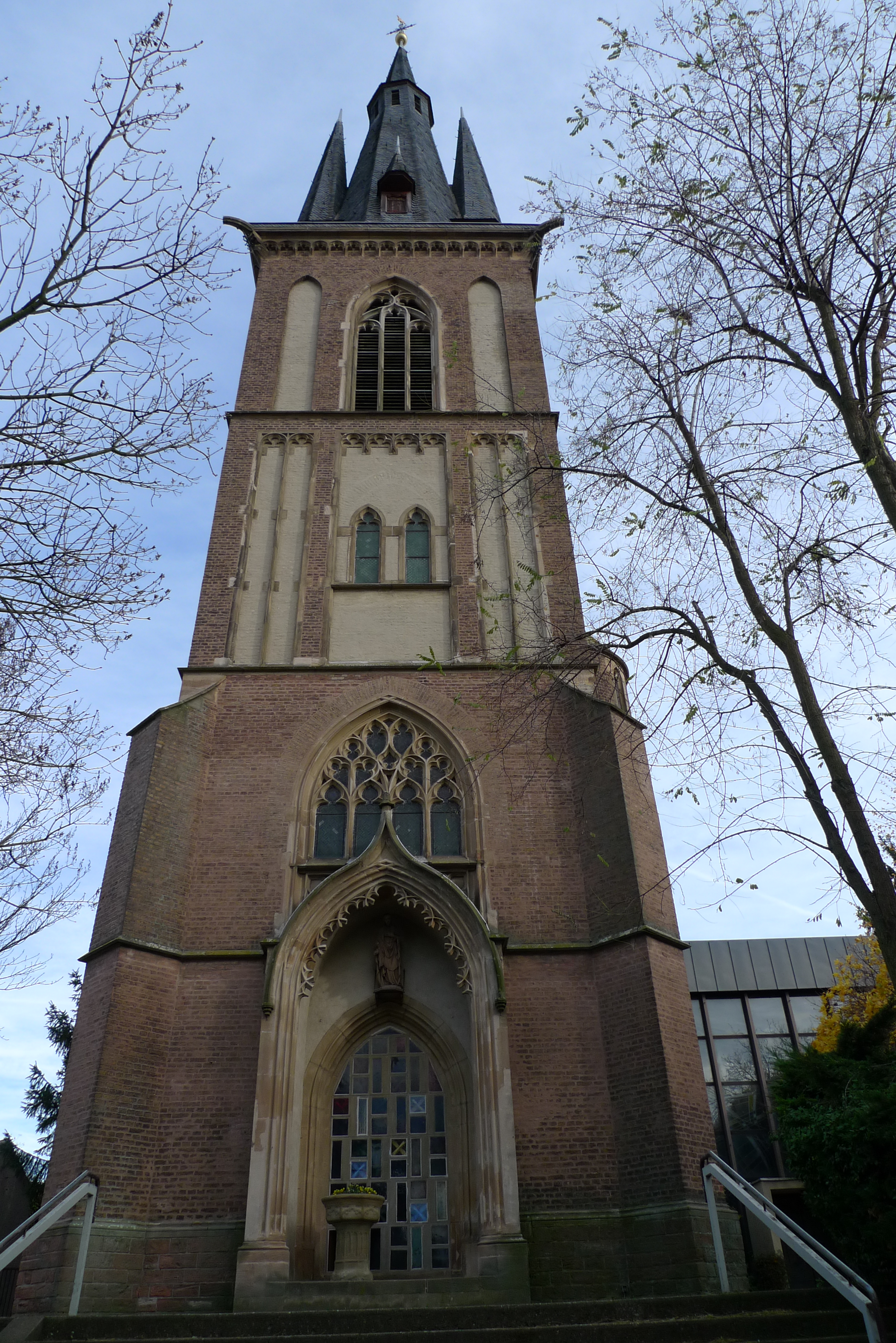
Turm

Die Herz Jesu Kirche ist eine römisch-katholische Kirche im Frankfurter Stadtteil Eckenheim. Die Filialkirche gehört als Kirchort Herz-Jesu zur Pfarrei Sankt Franziskus und somit zum Bistum Limburg. Der Turm ist ein Kulturdenkmal nach dem Hessischen Denkmalschutzgesetz.

## Geschichte
Eckenheim gehörte kirchlich seit dem Mittelalter als Filialgemeinde zur Pfarrei Preungesheim. Ab 1548 hielt die Reformation Einzug. Mit dem Zuzug katholischer Christen Ende des 19. Jahrhunderts entstand der Bedarf für ein eigenes Gotteshaus. Nach Plänen des Architekten Max Meckel entstand von 1895 bis 1899 eine Kirche im neugotischen Stil. Sie war in den Weltkriegen unversehrt geblieben. Da die Zahl der Gemeindemitglieder bis 1959 eklatant angestiegen war, wurde das Gebäude bis auf den Turm niedergelegt und durch einen modernen und größeren Neubau ersetzt. Die neue Herz-Jesu-Kirche wurde im Jahr 1961 konsekriert.

## Architektur
Die Herz-Jesu-Kirche befindet sich in der Ortsmitte unweit der evangelischen Nazarethkirche auf dem Grundstück Eckenheimer Landstraße 324. Von der Straße aus liegt das Kirchenschiff hinter dem Kirchturm, der sein Umfeld städtebaulich dominiert. Das Pfarrhaus direkt an der Straße entstand im Jahr 1895 zeitgleich mit dem Vorgängerbau ebenfalls im Stil der Neugotik. Das zweigeschossige Backsteingebäude hat ein hohes, verschiefertes Walmdach und eine Marienfigur an der südlichen Gebäudeecke. Das moderne Kirchenschiff ist ein kubischer Bau mit Flachdach, der sich über einem trapezförmigen Grundriss erhebt. Die Kirche ist gut 30 Meter lang und ihre Breite beträgt im Westen 25 Meter und im Osten 15 Meter. Die Außenwände bestehen aus Backstein und großen Glasfenstern.

## Ausstattung
Über zwei Portale im Westen betritt man den Innenraum, der sich nach Osten leicht verjüngt. Die Seitenwände aus rotbraunem Backstein und die drei Bankreihen weisen zum Altarraum, der von einem Oberlicht betont wird. Seitlich öffnet sich ein Raum mit Orgel. Die Buntglasfenster der Rückwand und die Altarwand wurden von dem Bildhauer Hans König gestaltet. Die Altartafeln stammen von Johann Lorenz Rotermund aus Nürnberg und Georg Hieronymi.

## Fotogalerie

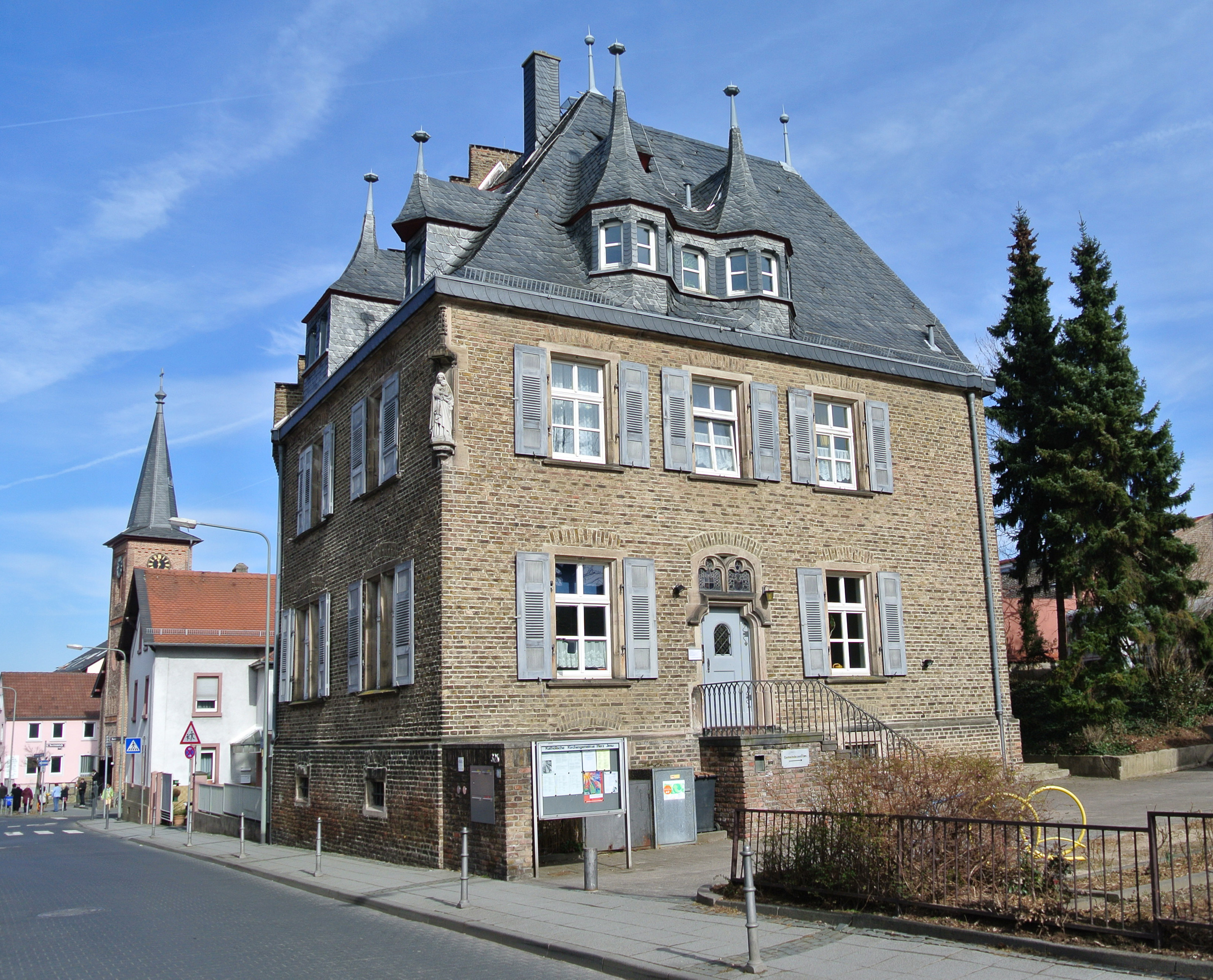
Pfarrhaus
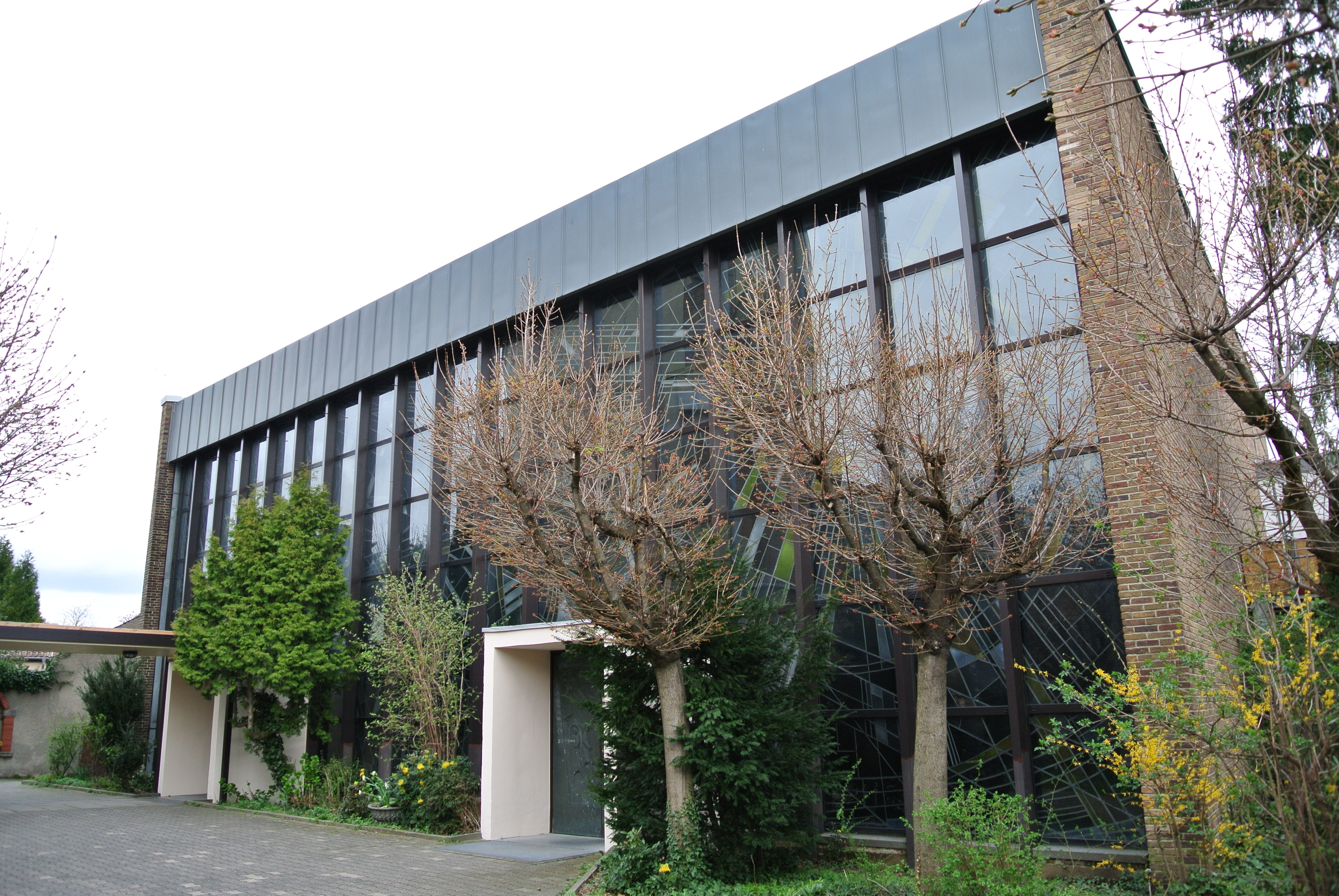
Westansicht
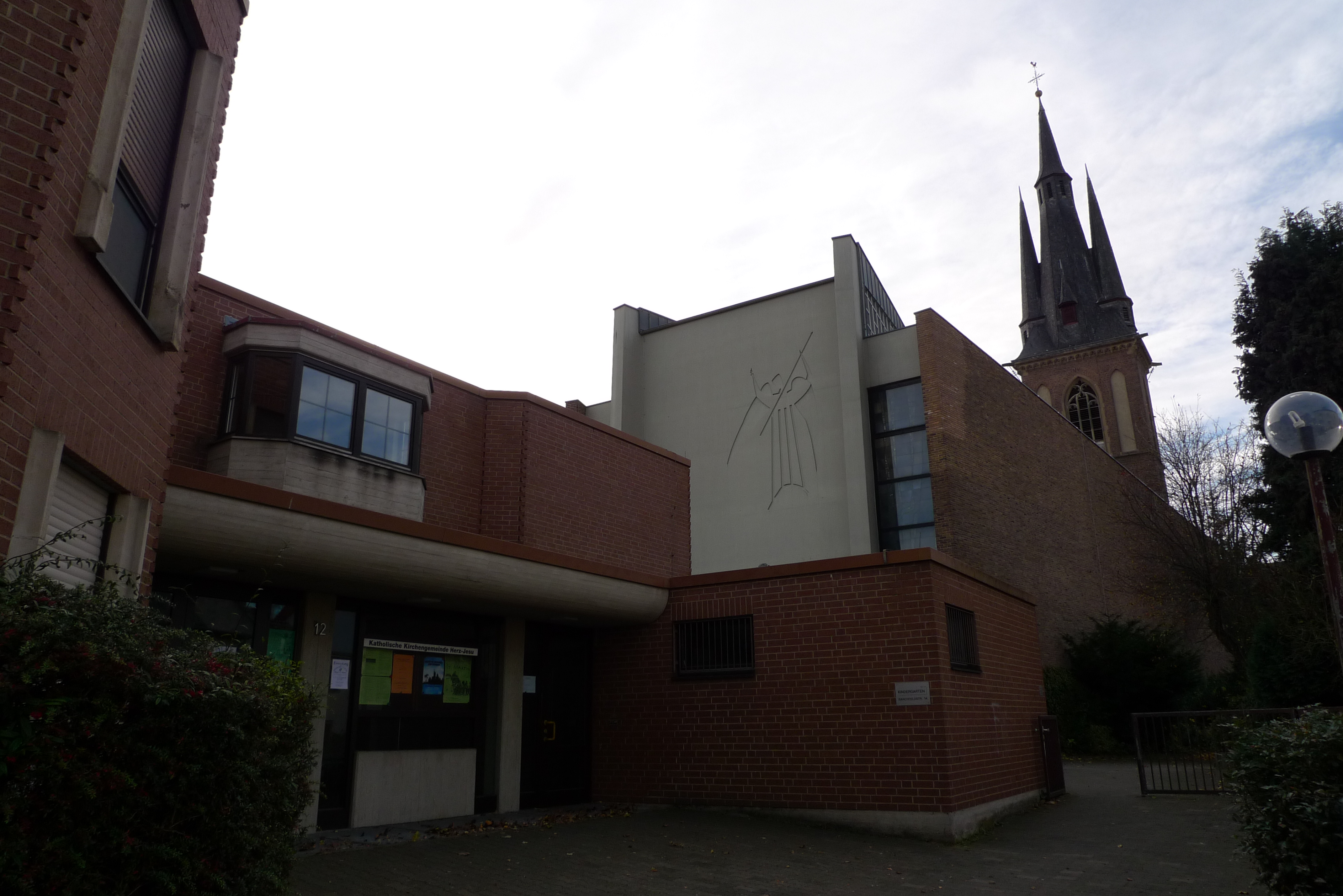
Nordostansicht